# Граница ДР Конго и Руанды
Граница ДР Конго и Руанды — современная государственная граница между ДР Конго и Руандой.

## История
Общая граница протяжённостью 221 км, обе страны были колониальными владениями Бельгии в период с 1919 по 1960 год и пострадали от двух мировых войн. В 2012 году между двумя странами произошло короткое пограничное столкновение, в результате которого погибло несколько солдат. С 2022 года между странами продолжается конфликт, в ходе которого М23 при поддержке Руанды захватила все приграничные зоны.

## Населённые пункты
- Букаву
- Гома
- Каманьола[англ.]
- Бугарама[англ.]
- Гисеньи
- Чьянгугу